# Michael Winner
Michael Robert Winner (London, 1935. október 30. – London, 2013. január 21.) angol filmrendező, forgatókönyvíró, producer és vágó.

## Életpályája
Michael Winner Londonban született 1935. október 30-án George Joseph és Helen Winner gyermekeként. Egyetemi tanulmányait a Cambridge-i Egyetem jogi karán végezte el. 1951-1955 között Cambridge-ben filmkritikusként dolgozott. 1955-1961 között a BBC-nek készített filmeket, az 1960-as évek elejétől mozifilmeket.

## Filmrendezései
- Mássz fel a falra! (1960)
- Gyilkosság az egyetemen (1961)
- A szisztéma (1963)
- A mókás pasasok (1966)
- Tréfacsinálók (1967) (forgatókönyvíró is)
- Hannibal Brooks (1969) (producer is)
- A törvény nevében (1971) (producer is)
- Mestergyilkos (1972) (vágó is)
- Che! (1972)
- Skorpió (1972) (vágó is)
- Chato földje (1972) (vágó és producer is)
- Éjszakai jövevények (1972) (producer is)
- Egy ember hullákon gázol át (1973)
- Bosszúvágy (1974) (producer is)
- Az őrség (1974)
- The Sentinel (1977) (forgatókönyvíró is)
- A nagy álom (1978) (forgatókönyvíró és producer is)
- Tűzharc (1979) (író, producer és vágó is)
- Bosszúvágy 2. (1982)
- A gonosz lady (1983) (forgatókönyvíró és vágó is)
- Bosszúvágy 3. – A terror utcája (1985)
- Kisvárosi komédia (1988) (forgatókönyvíró, producer és vágó is)
- Randevú a halállal (1988) (forgatókönyvíró, producer és vágó is)
- Telitalálat (1990) (producer is)
- Piszkos hétvége (1992)
- Parting Shots (1997) (forgatókönyvíró, producer és vágó is)
- Brando (2007)

## Művei
- Winner's Dinners (1999)
- Winner Guide (2002)
- Winner Takes All: A Life of Shorts (2004)